# David Saharuni
David Saharuni (armenisch Դաւիթ Սահարունի Dawit' Saharuni) war Sparapet, Kuropalates, Ischchan und Vorrangiger Fürst (Ishkhan Ishkhanats′) Armeniens unter byzantinischer Oberhoheit von 635 bis 638.

## Leben
David war ein adliger Nacharar aus der Fürstenfamilie der Saharuni. Als der Marzban des Persarmenischen Fürstentums, Waras-Tiroz II. Bagratuni, am byzantinischen Hof in Osrhoene weilte, beteiligte er sich an einem Attentat gegen Kaiser Herakleios, welches dessen illegitimer Sohn Johannes Athalarich vorbereitet hatte. Auch David war in dieses Komplott verstrickt. Das Attentat misslang und Varaztirots wurde auf eine Insel vor der Küste von Nordafrika ins Exil geschickt. David Saharuni wurde vom General und Herrscher des byzantinischen Armenien, Mschesch II. Gnunin, angegriffen, konnte aber einer Gefangennahme entgehen und sogar Mschesch Gnunin mit Hilfe von dessen eigenen Truppen töten. Viele der Soldaten waren Armenier, die Saharuni freundlich gegenüberstanden. David errang schnell Unterstützung von den lokalen Feudalherren und Herakleios war gezwungen David als Kuropalates zu benennen. Der Historiker Johannes Katholikos weiß noch zu berichten, dass die Armenier ihm den Titel Ischchan von Armenien zusprachen. Drei Jahre später stürzte der Adel Saharuni und Theodoros Rštuni nahm seinen Platz als Herrscher von Armenien ein. Die ausführlichste Quelle dieser Ereignisse findet sich beim Historiographen Sebeos in seiner Geschichte des Herakleios.